# 유엔 안전 보장 이사회 결의 제910호
유엔 안전보장이사회 결의 제910호는 1994년 4월 14일 만장일치로 채택되었다. 부트로스 부트로스갈리 유엔 사무총장이 차드와 리비아 간 분쟁 지역인 아우조우 지구에 정찰대를 파견하겠다는 의사를 통보한 서한을 심의하였고, 이사회는 리비아에 국제 제재를 부과하는 결의안 748호(1992년)의 조항에서 정찰 임무를 면제하기로 결정하였다.

## 같이 보기
- 차드-리비아 갈등
- 유엔 안전 보장 이사회 결의 제901 ~ 1000호 목록